# Offene Spiele
Die Offenen Spiele sind eine Gruppe von Eröffnungen im Schachspiel. Diese Eröffnungen beginnen mit dem weißen Zug 1. e2–e4, gefolgt vom schwarzen Antwortzug 1. … e7–e5. Ihr Name leitet sich aus den häufig auftretenden schnellen Linienöffnungen ab. In den ECO-Codes sind die offenen Spiele unter den Schlüsseln C20 bis C99 klassifiziert. Die beiden beliebtesten Systeme sind die Italienische Partie und die Spanische Partie.
Es empfiehlt sich für Anfänger, die Schachkunst mit den offenen Spielen zu erlernen, da – mit Ausnahmen – die offenen Spiele einen besonders einfachen Zugang zu grundlegenden Strategien des Schachs ermöglichen. Auch elementare taktische Wendungen wie die Fesselung (ein Grundelement z. B. der Spanischen Partie) können in den offenen Spielen sehr leicht kennengelernt werden.

## Geschichte
Die Offenen Spiele zählen zu den ältesten Eröffnungen des Schachspiels. Bereits 1561 erschien ein Werk des spanischen Mönchs Ruy López de Segura, in dem er Erklärungen zu einigen der auch heute noch beliebten Eröffnungen, beispielsweise der Spanischen Partie, liefert. Obwohl auch bereits zahlreiche andere Eröffnungszüge analysiert und auch erprobt waren, begann doch die überwiegende Mehrzahl der Partien mit diesen Zügen, während der romantischen Ära des Schachs im 19. Jahrhundert galt eine andere Eröffnungskombination geradezu als unehrenhaft. Mit dem Aufkommen der sogenannten Hypermodernen Schachschule begann ein Boom von Eröffnungen wie der Sizilianischen Verteidigung (2. … c7–c5) oder verschiedener indischer Systeme (1. d2–d4 Sg8–f6 2. c2–c4), sodass das klassische 1. e2–e4 e7–e5 viel von seiner einstigen Popularität verlor. Allerdings hat sich dieser Partiebeginn über all die Jahre immer eine gewisse Anzahl Anhänger erhalten können, und auch im heutigen Weltklasseschach ist 1. … e7–e5, meistens in Verbindung mit der Spanischen Eröffnung, die nach 2. Sg1–f3 Sb8–c6 3. Lf1–b5 entsteht, nach der Sizilianischen Verteidigung (1. … c7–c5) die am häufigsten gewählte Antwort auf 1. e2–e4.

## Eröffnungsideen
Mit dem ersten Zug versucht Weiß das Bauernzentrum zu errichten: Er möchte Bauern sowohl auf e4 als auch auf d4 platzieren, was als vorteilhaft gilt. Schwarz verhindert dies mit 1. … e7–e5, da er nach 2. d2–d4 den d-Bauern abtauschen kann. Der einzige andere Zug, der Weiß am Aufbau des Bauernzentrums hindert, ist 1. … c7–c5, die Sizilianische Verteidigung.
Der erste weiße Zug hat Vor- und Nachteile: Er besetzt einen Teil des Zentrums und greift einen anderen an (das Feld d5). Außerdem öffnet er Diagonalen für die Dame und den Läufer f1. Weiß kommt somit schneller zur Rochade als nach dem ebenfalls beliebten 1. d2–d4. Der Bauer ist auf e4 jedoch nicht gedeckt. Außerdem sind die Felder d4 und f4 etwas geschwächt, die nach e2–e3 durch den Bauern gedeckt wären, nach e2–e4 jedoch nicht. Schwarz verhindert mittels e7–e5 das geplante d2–d4. Für Schwarz gelten die gleichen Vor- und Nachteile analog. Besonders wichtig sind zwei Schwächen in der schwarzen Stellung: Der ungedeckte Bauer e5 und der Bauer f7, der nur vom König verteidigt wird.
- Wenn Weiß den Bauern f7 nun angreift mittels Lf1–c4, kann Schwarz nicht mehr den e-Bauern nach e6 stellen, um dem Läufer die Sicht auf das Feld f7 zu versperren. Der weiße Angriff auf f7 kann verstärkt werden durch Sg1–f3–g5/e5, Dd1–f3/h5 und durch einen Turm auf der f-Linie, falls der weiße f-Bauer fehlt. Weiß kann dann durch die kurze Rochade einen Turm auf die f-Linie stellen. Manchmal sind taktische Tricks möglich, die ein Opfer auf f7 beinhalten. Nach Lc4xf7+ muss manchmal der König ziehen, und nach Sxf7 greift der Springer die schwarze Dame und Turm a8 gleichzeitig an (sogenannte Springergabel), sofern diese noch nicht gezogen haben. Der wohl bekannteste Mattangriff, das Schäfermatt, beinhaltet als wesentliches Motiv den Angriff auf f7 mit Dame und Läufer. Anzutreffen ist er auch in der Italienischen Partie und im Königsgambit.
- Der Bauer e5 kann angegriffen werden mit Sg1–f3, f2–f4, d2–d4 und (selten) Dd1–h5. Weiß kann versuchen, mit dem Angriff den Bauern zu erobern, und kann anschließend das Bauernzentrum mit d2–d4 errichten. Häufig verteidigt Schwarz den Bauern mit Sb8–c6. Weiß kann dann mit Lf1–b5 den Springer angreifen. Wenn er abgetauscht wird, ist der Bauer e5 wieder unverteidigt. Dieses Motiv ist charakteristisch für die Spanische Partie. Weiß kann jedoch auch mittels f2–f4 Schwarz dazu verleiten, mit dem e-Bauern zu schlagen: Nach …exf4 hat schwarz zwar einen Bauern gewonnen, das Feld d4 ist aber nicht mehr verteidigt. Dieses Motiv ist charakteristisch für das Königsgambit.

Weitere wichtige Züge und Ideen:
- c2–c3: Dient zur Vorbereitung von d2–d4. Wenn Schwarz mit danach …exd4 spielt, kann Weiß mit dem c-Bauern zurückschlagen und behält einen Bauern auf d4, womit das Bauernzentrum errichtet ist. c2–c3 kann sofort im 2. Zug gespielt werden oder später, beispielsweise in der Ponziani-Eröffnung. Der Zug kommt auch häufig in der Spanischen und Italienischen Partie vor. Nachteil dieses Zuges ist, dass er weder eine Figur entwickelt noch einen schwarzen Stein angreift und sogar dem Springer b1 sein bestes Feld c3 versperrt. Schwarz kann deshalb zum Gegenangriff übergehen, beispielsweise mit … Sg8–f6 mit Angriff auf e4.
- d2–d4: Ist der thematische Zug, um das Bauernzentrum zu errichten; er kommt in vielen Varianten vor. Besonders stark ist er, wenn Schwarz den Bauern nicht schlagen kann. Falls doch, kann Weiß entweder den Bauern zurückgewinnen durch Dd1xd4, c3xd4 (nach vorherigem c2–c3) und Sf3xd4 (nach vorherigem Sg1–f3), oder er kann den Bauern opfern, indem einfach eine Figur entwickelt wird.

## Eröffnungen
Die folgenden Eröffnungen sind die häufigsten Antworten auf schwarzes e7–e5. Sie geben Weiß die Möglichkeit eines aktiven Spiels:
- Königsspringerspiel: 2. Sg1–f3 Der mit Abstand am häufigsten gespielte Zug. Er entwickelt eine Figur, bereitet die kurze Rochade vor und greift den Bauern e5 an, sodass die sinnvollen schwarzen Antworten beschränkt sind. Einziger Nachteil ist, dass der Springer auf f3 den Bauern f2 blockiert. Zum Königsspringerspiel zählen die beliebten Eröffnungssysteme der Spanischen und Italienischen Partie.
- Königsgambit: 2. f2–f4 Zur Zeit Ruy Lopez’ war dies die populärste Methode, inzwischen ist sie auf Großmeisterturnieren nur noch selten anzutreffen, da sie ein gewisses Risiko mit sich bringt. Einige erstklassige Schachspieler (z. B. der ehemalige Weltmeister Boris Spasski) sind dem Königsgambit jedoch in Treue verbunden. Der Zug greift den Bauern e5 an und bietet gleichzeitig den Bauern f4 als Opfer an. Falls Schwarz schlägt mit 2. … e5xf4 kann Weiß bald mit d2–d4 ein Bauernzentrum errichten.
- Läuferspiel: 2. Lf1–c4
- Mittelgambit: 2. d2–d4
- Wiener Partie: 2. Sb1–c3

Aufgrund des Anzugvorteils des Weißen sind neben diesen Antworten auch beinah alle anderen legalen Züge möglich. Sie sind jedoch fast nie anzutreffen, da sie oftmals nur einen Tempoverlust bedeuten. Antwortet Weiß beispielsweise mit einem „indifferenten“ Zug wie a2–a3, so könnte Schwarz mit Sg8–f6 fortsetzen und übernimmt damit im Prinzip das Anzugsrecht des Weißen.
Weniger gebräuchliche bzw. wenig erfolgversprechende Fortsetzungen von 1. e2–e4 e7–e5 sind
- Alapin-Eröffnung: 2. Sg1–e2
- Portugiesische Eröffnung: 2. Lf1–b5
- Parhams Angriff: 2. Dd1–h5
- Damianos Verteidigung: 2. Sg1–f3 f7–f6?!
- Sizilianisch im Anzuge: 2. c2–c4

Die übrigen zweiten Züge von Weiß haben keinen eigenständigen Charakter. Möglichkeiten wie 2. a2–a3 oder Randspringerzüge sind harmlos und erlauben es dem Schwarzen, die Stellung schnell auszugleichen, da Weiß auf seinen Anzugsvorteil verzichtet und keine unmittelbare Drohungen aufstellt.
Der Vollständigkeit halber sei noch die Vorführung mit 2. Dd1–f3 genannt. (Napoleons Angriff) Diesen Zug soll Kaiser Napoleon I. in einer angeblichen Partie gegen den Schachspielenden Türken angewendet haben. Diese Eröffnung verstößt gegen Richtlinien der Eröffnungsstrategie, zum Beispiel die Dame nicht zu früh ins Spiel zu bringen und zuerst die Leichtfiguren zu entwickeln. Der Zug 2. Dd1–f3 kommt vor allem bei Spielern im Anfängerstadium vor, weil damit das Schäfermatt „vorbereitet“ werden soll.